# Nils Söderberg (1897–1988)
Nils Otto Fredrik Söderberg, född 26 april 1897 i Enköping, död 15 december 1988, var en svensk pilot och generalmajor i flygvapnet. Söderberg var en av pionjärerna i svenska flygvapnet.

## Biografi
Nils Söderberg föddes i Enköping som son till rådmannen Gunnar Söderberg och friherrinnan Lily Kruuse af Verchou. År 1917 blev han fänrik i fortifikationen, 1921 fältflygare, och 1926 löjtnant i flygvapnet. Söderberg utsågs 1929 till chef för Flygvapnets flygskola, och befordrades året därpå till kapten. År 1935 utnämndes han till chef för Flygvapnets Försökscentral (Fc) och blev i samband med detta major. År 1938 blev han chef för Flygförvaltningens materielavdelning, ett uppdrag varunder han i rask takt befordrades till överstelöjtnant och överste. Under andra världskriget blev han souschef där 1944 och erhöll generalmajors grad 1945. Från 1950 var han flygmotorteknikchef vid Svenska Flygmotor AB, SFA. 
Som avdelningschef vid Flygförvaltningen var Söderberg ansvarig för all anskaffning av militära flygplan strax före och under andra världskriget. Han blev efter pensionering en drivande kraft bakom Frivilliga Flygkåren (FFK) och skogsbrandflyget. Han var den förste som räddades till livet med hjälp avfallskärm i Sverige och blev därmed förste svenske medlemmen i Caterpillarklubben.
Från 1954 till 1964 var Söderberg generalsekreterare vid Kungliga svenska aeroklubben (KSAK). Han invaldes i Kungliga Krigsvetenskapsakademien 1943 och i Kungliga Ingenjörsvetenskapsakademien 1949. 1952 tilldelades han Thulinmedaljen i guld. Han valdes 1971 till ordförande i Svensk Flyghistorisk Förening. Som hedersordförande i föreningen från 1974 var han aktivt verksam fram till sin död genom en rad publikationer.
Han har skrivit sin memoarer med titeln ”Med spaken i näven” (1971, 371 s)

## Familj
Söderberg gifte sig 1924 med Anna Greta Strokirk (1901–1981). Söderberg är begravd på Djursholms begravningsplats.